# Nonfilm
Pour plus de détails, voir Fiche technique et Distribution.
Nonfilm est un court-métrage de Quentin Dupieux (Mr Oizo), réalisé en 2001 sous le label Analog Films.
Il existe une version longue du film de 75 minutes.

## Synopsis
Difficilement racontable, on peut résumer Nonfilm par une mise en abyme du tournage de lui-même, c'est-à-dire de Nonfilm.
Le film commence sur le réveil de Pattt, dans une voiture. Il ne sait absolument pas où il se trouve et se met à déambuler sur les lieux du tournage. 144, qui semble être à la fois scénariste et acteur, donne des instructions apparemment dénuées de sens à son équipe, qui finit par le laisser seul en plein milieu du désert. La plupart du film repose sur l’ambiguïté entre les prises et le tournage, et entre la caméra dans le champ et celle qui filme (le spectateur peut être amené à se demander si ce n'est pas l'équipe dans le champ qui filme, et l'image vue qui se trouve être en réalité dans le champ). Cela dit, il semblerait que le film dont on voit le montage soit « aveugle et muet », ce qui embrouille encore un peu plus le spectateur.

## Fiche technique
- Titre : NonFilm
- Réalisation : Quentin Dupieux
- Scénario : Quentin Dupieux
- Production : Quentin Dupieux
- Pays d'origine :  France
- Langue originale : Français
- Genre : comédie
- Durée : 47 minutes[1] (9 bobines - 2441 m[1])
- Année de sortie : 2001

## Distribution
Nonfilm met en scène sept personnages :
- Pattt, joué par Vincent Belorgey, alias Kavinsky
- 144, joué par Sébastien Tellier
- Criquet, joué par Philippe Petit
- Scripte, joué par Julien Gangnet
- Stéphane, joué par Didier Poiraud
- Francie, jouée par Camille Lagache
- Louce, jouée par Gaëlle Bona